# Dominik Kraihamer

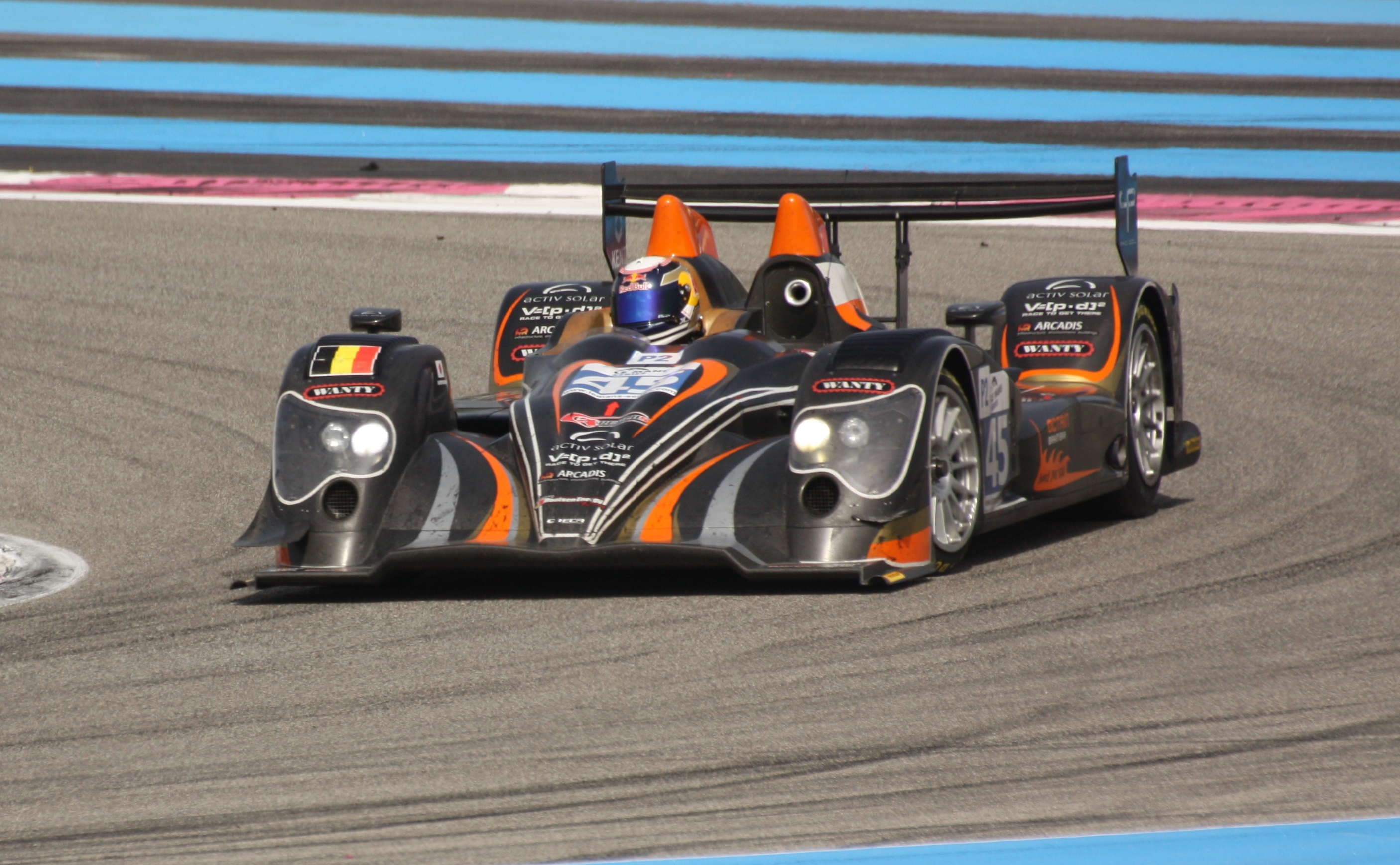
L'Oreca 03 du Boutsen Energy Racing en 2011 au Paul Ricard

Dominik Kraihamer, né le 29 novembre 1989 à Oberndorf bei Salzburg, est un pilote automobile autrichien.

## Biographie
Après des débuts en karting, Dominik Kraihamer a directement commencé sa carrière en sport automobile par le Grand Tourisme. En 2008, il participe au Championnat d'Europe FIA GT3 puis s'engage en 2009 et 2010 en Formule Le Mans avec l'écurie Boutsen Energy Racing.
À partir de 2011, il s'engage en endurance tout d'abord en Le Mans Series en catégorie LMP2 avec l'écurie Boutsen Energy Racing puis FIA WEC en catégorie LMP1 avec l'écurie OAK Racing,.

## Résultats aux 24 Heures du Mans
| Année | Voiture                | Équipe            | Équipiers                             | Résultat |
| ----- | ---------------------- | ----------------- | ------------------------------------- | -------- |
| 2011  | Oreca 03               | Team Oreca Matmut | Alexandre Prémat / David Hallyday     | Abandon  |
| 2012  | Oak Pescarolo 01       | Oak Racing        | Franck Montagny / Bertrand Baguette   | Abandon  |
| 2013  | Lotus T128-Praga       | Lotus             | Thomas Holzer / Jan Charouz           | 18e      |
| 2014  | Rebellion R-One-Toyota | Rebellion Racing  | Andrea Belicchi / Fabio Leimer        | 18e      |
| 2015  | Rebellion R-One-AER    | Rebellion Racing  | Alexandre Imperatori / Daniel Abt     | 18e      |
| 2016  | Rebellion R-One-AER    | Rebellion Racing  | Alexandre Imperatori / Mathéo Tuscher | 18e      |
| 2017  | CLM P1/01-Nissan       | ByKolles Racing   | Oliver Webb / Marco Bonanomi          | Abandon  |
| 2018  | CLM P1/01-Nissan       | ByKolles Racing   | Oliver Webb / Tom Dillmann            | Abandon  |